# 普伊卢布兰
普伊卢布兰（法語：Pouy-Loubrin，法語發音：[pwilubʁɛ̃]）是法国热尔省的一个市镇，属于欧什区。

## 地理
普伊卢布兰（43°27'58"N, 0°37'5"E）面积9.64 平方千米，位于法国奧克西塔尼大區热尔省，该省份为法国西南部内陆省份，北起顺时针与洛特-加龙省、塔恩-加龙省、上加龙省、上比利牛斯省、大西洋比利牛斯省和朗德省接壤。
与普伊卢布兰接壤的市镇（或旧市镇、城区）包括：贝勒加德、拉巴特、马瑟布、蒙科尔内伊-格拉藏、塞桑、塔舒瓦尔。

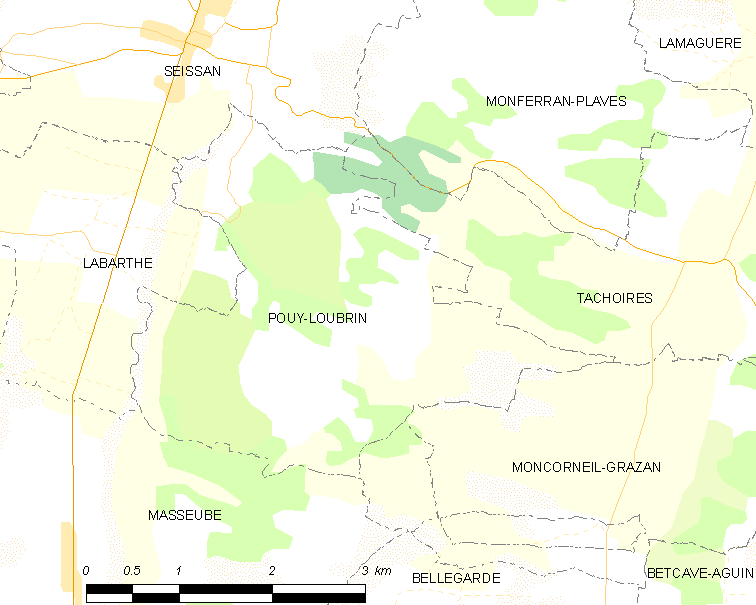
普伊卢布兰的OSM定位图

普伊卢布兰的时区为UTC+01:00、UTC+02:00（夏令时）。

## 行政
普伊卢布兰的邮政编码为32260，INSEE市镇编码为32327。

## 政治
普伊卢布兰所属的省级选区为阿斯塔拉克-日莫讷县。

## 人口

1962-2008年间普伊卢布兰人口变化图示

普伊卢布兰于2022年1月1日时的人口数量为84人。